# 1058

## Esdeveniments

### Països Catalans
- 18 de novembre - Barcelona: se'n consagra la catedral.[1]

### Resta del món
- 25 d'abril - Escòcia: Malcolm III és coronat rei d'Escòcia.[2]
- Els cristians de Mallorca i Dénia passen a ser administrats pel bisbe de Barcelona.
- Primeres inscripcions en birmà

## Naixements
- Bohemon de Tàrent, príncep normand.

## Necrològiques

### Països Catalans
- 1 de març - Sant Quirze de Besora (Comtat d'Osona): Ermessenda de Carcassona, comtessa consort de Barcelona, Girona i Osona.[3]
- ? - València (València): Avicebró, poeta i filòsof d'origen jueu.

### Món
- 28 de novembre - ? (?): Casimir I de Polònia ('El Restaurador'), aristòcrata polonès, duc de Polònia.